# Teff
A teff (Eragrostis tef) a perjefélék (Poaceae) családjába tartozó gabonanövény, Etiópiában és Eritreában őshonos, ahol az egyik elsődleges élelemforrás. Egyéves növény, apró, tápanyagban gazdag magjaiért termesztik, lisztjéből elsősorban az indzsera nevű kenyérfélét készítik. Gluténmentes élelmiszerként lisztérzékenyek is fogyaszthatják. Az emberiség történetének egyik első haszonnövénye volt.

## Megjelenése

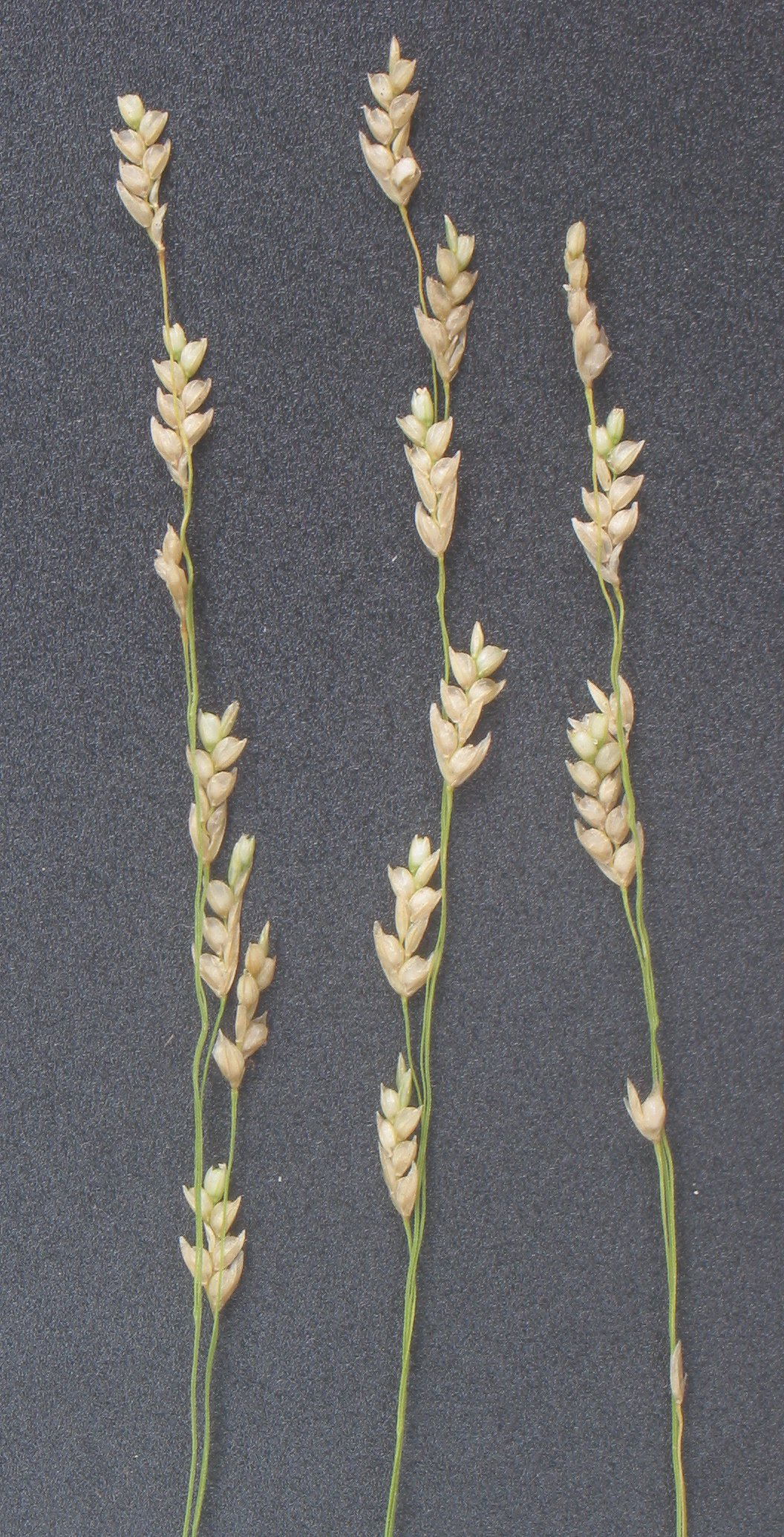
Teff szálak

A teff csomókban nő, szára vékony és keskeny, a gabonafej (kalász) széles. Rostos gyökerei nem hatolnak mélyre a talajban, de kiterjedt rendszert alkotnak. Jól viseli a szárazságot és időszakosan a túl nedves talajt is. A növény szárazságtűrő képessége elsősorban az általa alkalmazott C4 elnevezésű fotoszintetikus útnak köszönhető, amely jelentősen csökkenti a fotorespirációt. Önbeporzó, hermafrodita virágai virágzatot alkotnak, magjai pedig fehér vagy vörösesbarnás színűek. Az etióp piacokon a mag színe határozza meg a minőséget, minél világosabb a termény, annál többet ér. Az összes gabonaféle közül a teff magjai a legkisebbek közé tartoznak, a szemek átmérője általában kevesebb mint 1 mm.  

## Története

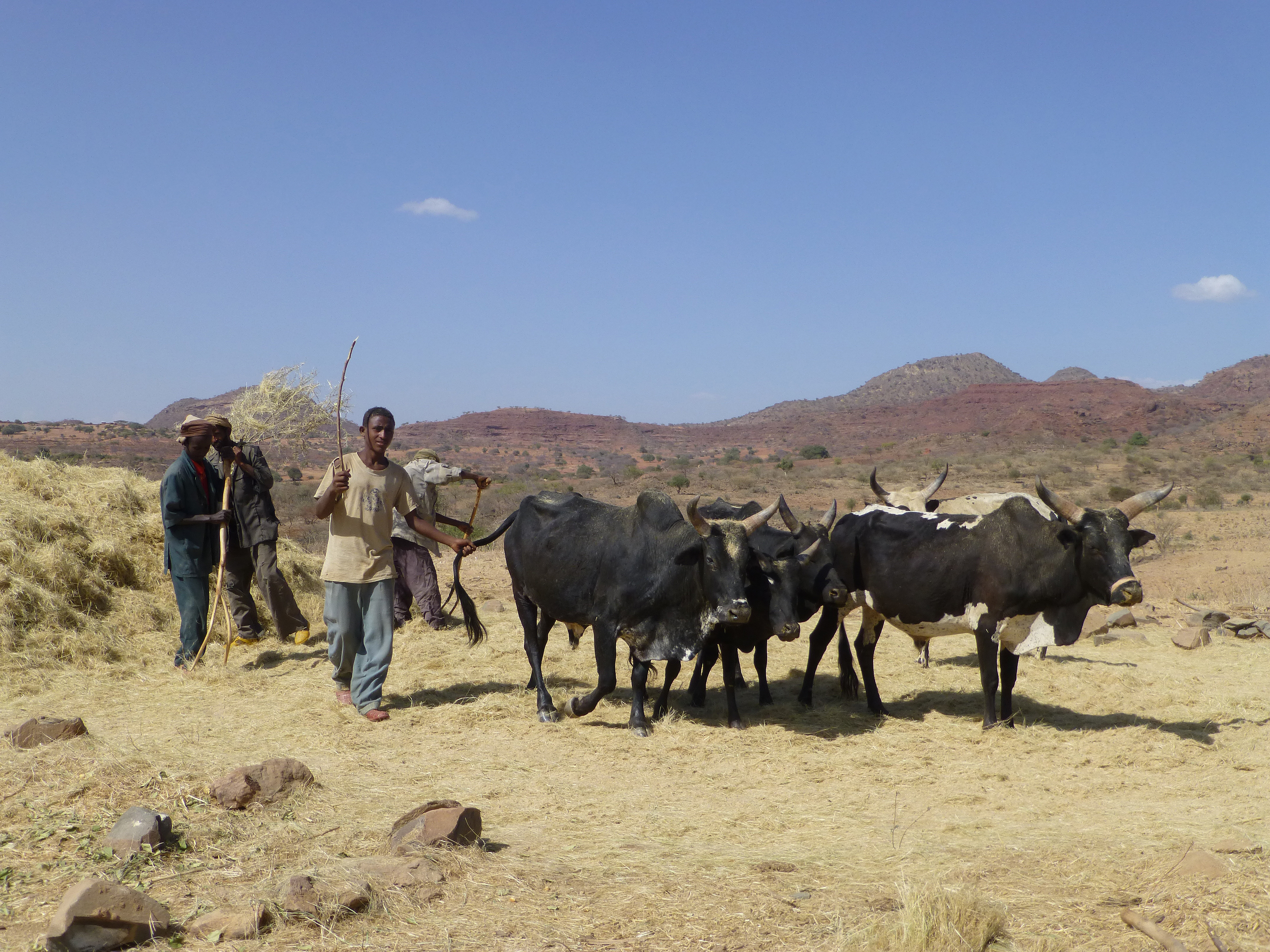
Teff cséplése

A teffet több mint 6000 éve háziasították a mai Etiópia és Eritrea területén, így az egyik első haszonnövény volt a világon. Számos kutatás foglalkozott a növény eredetével, a genetikai bizonyítékok arra mutatnak, hogy a vadon élő Eragrostis pilosa a teff közvetlen őse, a háziasítás során pedig csak kisebb változások következtek be, például megnőtt a magok mennyisége. Egyes elméletek szerint az ókori Egyiptomban is termesztették, ezek alapjául a Dahsúr piramisaiban talált magok szolgáltak, de az újabb kutatások szerint ezek a növényi maradványok egy rokon fajtól, az E. aegyptiacától származnak. A teff elnevezés az amhara teffa szóból származik, amelynek jelentése elveszett, és a növény magjainak apró méretére utal. Évezredek óta az Etióp-felföld legfontosabb élelmiszernövénye.
Az 1994-95-ös évben a teff-földek a mezőgazdasági művelés alatt álló területek 32%-át tették ki Etiópiában, napjainkban pedig mintegy 6,5 millió farmer él a növény termesztéséből. 2006-ban az etióp kormány a növekvő nemzetközi kereslet hatására betiltotta a teff exportálását külső országokba, attól tartva, hogy belföldön olyan élelmiszerválság alakul ki, mint amilyen a bolíviai kinoa esetében jött létre. (A kinoa szintén rendkívül felkapottá vált Európában és Észak-Amerikában, emiatt Bolíviában is felmentek az árak és a helyiek nem tudták megvásárolni az alapvető élelmiszernövényüket.) Az exporttilalmat végül 2015-ben feloldották, de a modern technológia, a gépesítés és a tőke hiánya miatt még mindig csak kisebb mennyiség kerül kivitelre. 
Az első teffmagokat már a 20. század  elején elszállították a világ különböző pontjaira, de számottevő termesztés Afrikán kívül csak a század végén indult el, ekkor kisebb területeken elkezdték termeszteni az USA, Kanada és Ausztrália búzatermő övezeteiben. Jelenleg megtalálható Dél-Afrikában is, ahol takarmánynövényként alkalmazzák, valamint Észak-Kenyában, ahol Etiópiához hasonlóan elsősorban élelmiszernövényként hasznosítják.

## Termesztése

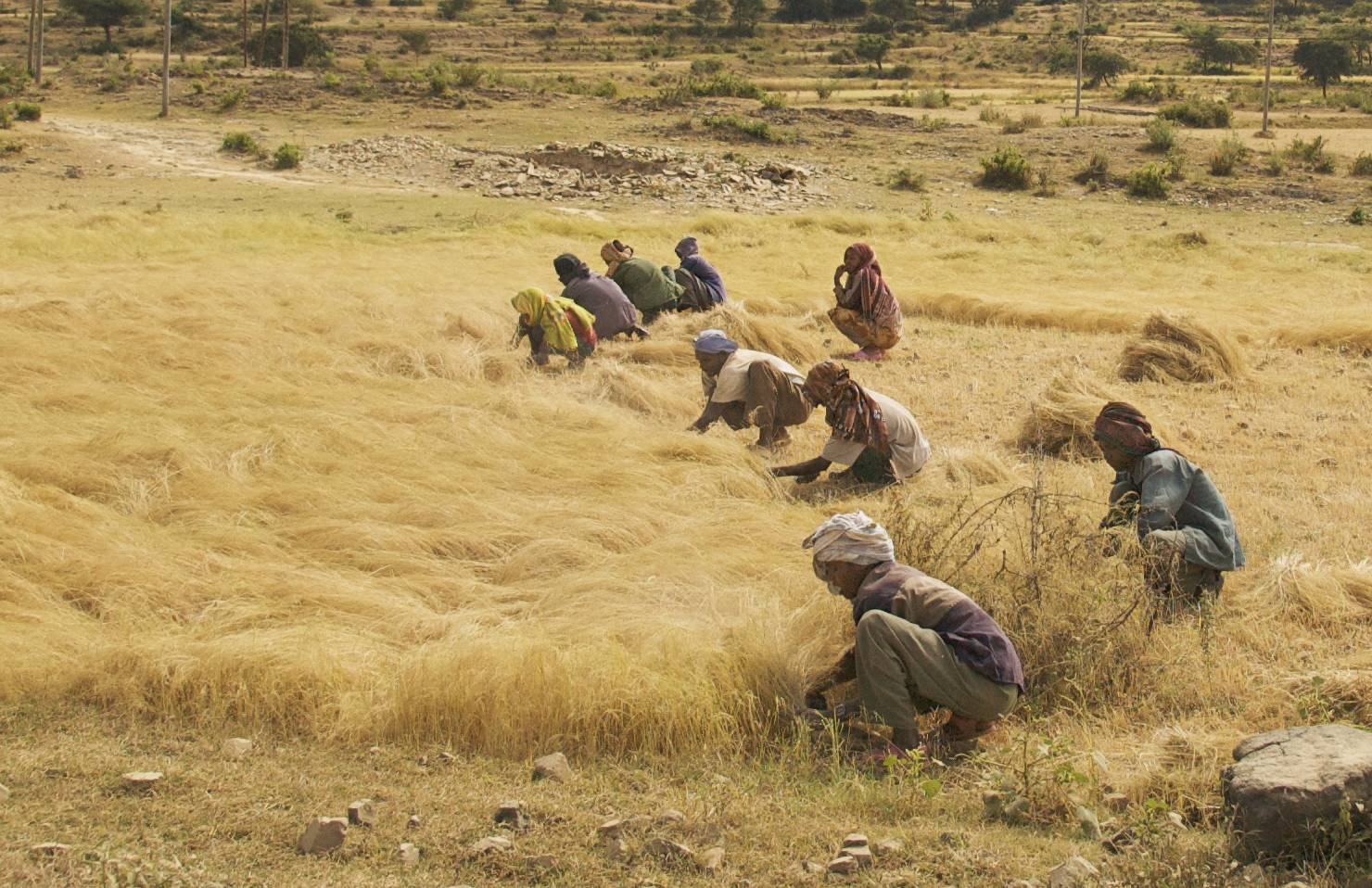
Teff aratás Etiópia északi részén

A teff munkaigényes terménynek számít, a talaj vetés előtt jelentős előkészítést igényel, hogy a magokat a megfelelő mélységbe tudják vetni. Az aratást, a cséplést és a magok szétválogatását a mai napig sok helyen kézzel végzik és a szemek apró mérete miatt a szállítás is körülményes. A gabonaféle nagy előnye hogy más fajokhoz képest alig vannak kártevői, így a terményt akár éveken át lehet tárolni, anélkül hogy károsodna. Magas piaci ára miatt a kis birtokokkal rendelkező etióp gazdáknak megéri termeszteni, akár még a kávé, tea, vagy gyapot helyett is. További előnye, hogy alkalmas a köztestermesztésre, tehát ugyanazon a szántóföldön együtt nőhet például kukoricával vagy más gabonával a sorok közé vetve. Etiópiában és Eritreában a tengerszinttől egészen 3200 m magasságig termesztik, a legideálisabb termőterületek pedig 1800 és 2100 m között terülnek el, ahol az éves csapadékmennyiség 450 és 550 mm közé esik. 

## Felhasználása

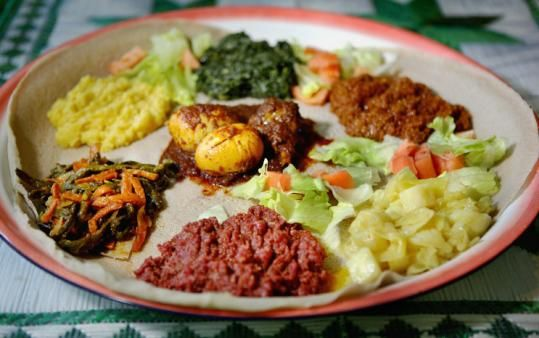
Eritreai indzsera köretekkel

A teff magjaiból elsősorban lisztet készítenek, amelyet a helyi kenyérféle, a palacsintaszerűen lapos, szivacsos szerkezetű indzsera enyhén erjesztett tésztájához használnak fel. A magokat alkalmazzák a pörköltek és a zabkása hozzávalójaként is. A teffből készült tészta íze enyhén diós, gazdag fehérjében és rostokban és sok magnéziumot és kalciumot is tartalmaz. A növény magjait felhasználják alkoholos italok készítéséhez is, ilyen például az arak'e, más néven katikalla, valamint a  t'ella nevű teffsör. A takarmányozásban is fontos szerepet játszik, a száraz évszakban a régió állandóan akutt takarmányhiányban szenved és ilyenkor a csordák egyik legfontosabb élelme a teff szalmája, amelyet a szarvasmarhák jobban szeretnek mint a többi gabonafélét. A növény szalmáját építkezéseken is felhasználják, a fából épült házakat teffel kevert sárral vakolják le.
Az etióp és az eritreai konyha központi elemeként nagy kulturális jelentőséggel rendelkezik a régióban és egyben a legfontosabb élelemforrás is: a FAO adatai szerint Etiópiában a lakosság napi fehérjebevitelének kétharmadát a teff adja.
Az utóbbi években a teff népszerűsége növekedett a fejlett nyugati országokban is, elsősorban mert alacsony glikémiás indexének köszönhetően lisztérzékenyek is fogyaszthatják így egészséges alternatívát jelenthet a betegség által érintettek számára a hagyományos gabonafélék helyett. Magas ásványianyag-tartalmának köszönhetően versenyképes a többi gluténmentes élelmiszernövénnyel szemben is, például kétszer annyi vasat és háromszor annyi kalciumot tartalmaz mint a Bolíviában termesztett szintén gluténmentes kinoa. A teff továbbá népszerű bébiétel-alapanyag, ezekben a készítményekben általában szójababbal és csicseriborsóval keverik a magokat.